# Eric Frenzel
Eric Frenzel (* 21. November 1988 in Annaberg-Buchholz, DDR) ist ein ehemaliger deutscher Nordischer Kombinierer und aktueller Bundestrainer. Er wurde 2014 und 2018 Olympiasieger, 2011, 2013 und 2019 Einzelweltmeister und gewann von 2013 bis 2017 fünfmal die Gesamtwertung des Weltcups.

## Karriere als Sportler
Eric Frenzel startete bis 2018 für den WSC Erzgebirge Oberwiesenthal und anschließend für den SSV Geyer. Er stammt aus Geyer und betrieb ab 1995 Skisport. Ab 2003 gehörte er zum Nationalkader. Er war Sportsoldat der Bundeswehr und wurde von der Sportfördergruppe der Bundeswehr in Frankenberg/Sachsen betreut. Ab März 2003 trat er in Juniorenrennen und anderen unterklassigen Veranstaltungen wie FIS-Rennen und dem World Cup B  an. Hier konnte er seine Leistungen kontinuierlich steigern und erreichte mehrfach sehr gute Ergebnisse.
Nach einem ersten Start im Weltcup im Januar 2007 in Lago di Tesero (44. im Massenstart) wurde Frenzel erstmals für die Nordischen Skiweltmeisterschaften nominiert. In Sapporo wurde er 22. im Gundersen-Wettbewerb. Bei den anschließenden Juniorenweltmeisterschaften in Tarvisio gewann Frenzel Gold im Sprint, die Silbermedaille mit der Staffel und er wurde Achter im Gundersen-Wettbewerb. Zu Beginn der Saison 2007/08 konnte der Oberwiesenthaler in seinem zweiten Weltcuprennen (Gundersen-Methode) in Kuusamo als Vierter erstmals eine Platzierung in den Top Ten erreichen. Im Januar folgte in Klingenthal in einem Massenstart-Wettbewerb der erste Sieg.
Bei den Weltmeisterschaften 2009 in Liberec erreichte er mit der deutschen Mannschaft die Silbermedaille im Mannschaftswettbewerb. Zwei Jahre nach seinem ersten Weltcupsieg gewann er am 30. Januar 2010 in Seefeld zum zweiten Mal einen Weltcup (Gundersen-Methode). Gemeinsam mit Björn Kircheisen, Tino Edelmann und Johannes Rydzek gewann er die Bronzemedaille im Team-Wettbewerb der Olympischen Winterspiele 2010 in Vancouver.

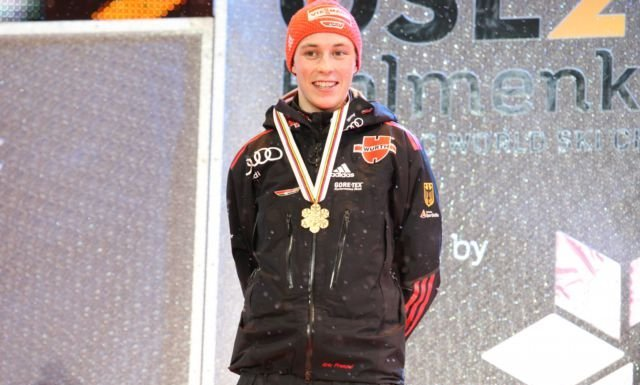
Weltmeister 2011 in Oslo

Beim Auftaktwettbewerb der Weltcup-Saison 2010/11 im finnischen Kuusamo belegte Frenzel Rang zwei, dabei stellte er im Sprunglauf auf der Rukatunturi-Schanze mit 148,5 Metern einen neuen Schanzenrekord auf. Am 26. Februar 2011 feierte er seinen ersten großen Erfolg, als er bei den Nordischen Skiweltmeisterschaften 2011 in Oslo Weltmeister im Einzel des Gundersen-Wettkampfs (ein Sprung von der Normalschanze, 10 km Langlauf) wurde. Zwei Tage später wurde er mit der deutschen 4-mal-5-Kilometer-Staffel Vizeweltmeister und gewann am 2. März 2011 die Bronzemedaille in der Entscheidung von der Großschanze mit anschließendem Langlauf.

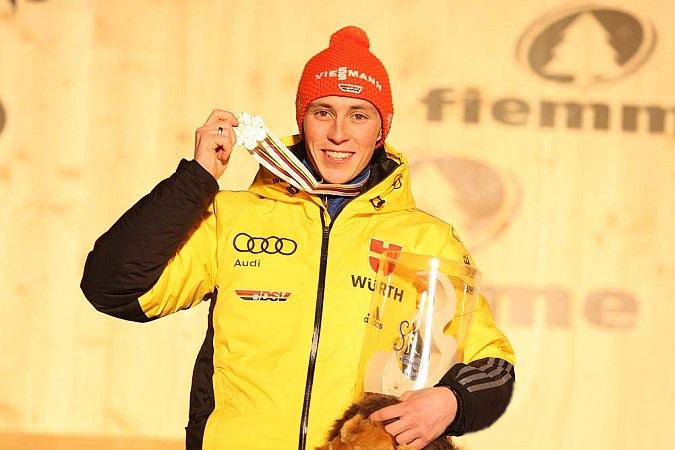
Weltmeister 2013 in Val di Fiemme

Im Winter 2012/13 gewann er im Januar vier Wettkämpfe in Seefeld und Klingenthal in Folge und übernahm erstmals die Führung in der Weltcupwertung. Zudem siegte er als erster deutscher Kombinierer nach fünf Jahren wieder bei einem Heimrennen. Bei den Nordischen Skiweltmeisterschaften 2013 im Val di Fiemme verpasste er zunächst im ersten Einzelwettkampf eine Medaille nur knapp, als er im Schlusssprint gegen Mario Stecher und Björn Kircheisen den Kürzeren zog. Beim Springen von der Großschanze stellte er mit 138,5 m einen neuen Schanzenrekord auf, behielt die daraus resultierende Führung in der Loipe bis ins Ziel und wurde zum zweiten Mal Weltmeister. Im Teamsprint gewann er zusammen mit Tino Edelmann zudem noch die Bronzemedaille. Am 15. März 2013 sicherte er sich mit einem Sieg in Oslo den Gewinn des Weltcups in der Saison 2012/13.
In der Saison 2013/14 gewann Frenzel das erstmals ausgetragene Nordic Combined Triple in Seefeld mit drei Wettkämpfen, in denen Langlaufstrecken über 5, 10 und 15 km absolviert wurden, und jeweils mit den Abständen des Vortages gestartet wurde. Er gewann hierbei alle drei Wettkämpfe. Hierfür gab es 200 Weltcuppunkte und 30.000 Euro Preisgeld. Zuvor war er schon bei drei weiteren Weltcuprennen siegreich. Am 12. Februar 2014 gewann er bei den Olympischen Winterspielen in Sotschi mit 4,2 Sekunden Vorsprung auf Akito Watabe Gold auf der Normalschanze. Nach einer Virusinfektion blieb er im Wettbewerb von der Großschanze trotz Führung nach dem Springen ohne Medaille. Mit dem Team gewann er als Startläufer zusammen mit Björn Kircheisen, Johannes Rydzek und Fabian Rießle die Silbermedaille. Für diese olympischen Leistungen wurde er am 8. Mai 2014 von Bundespräsident Joachim Gauck mit dem Silbernen Lorbeerblatt ausgezeichnet. Im ersten Wettkampf nach den Spielen sicherte er sich mit dem dritten Platz in Lahti zum zweiten Mal den Gewinn des Gesamtweltcups.

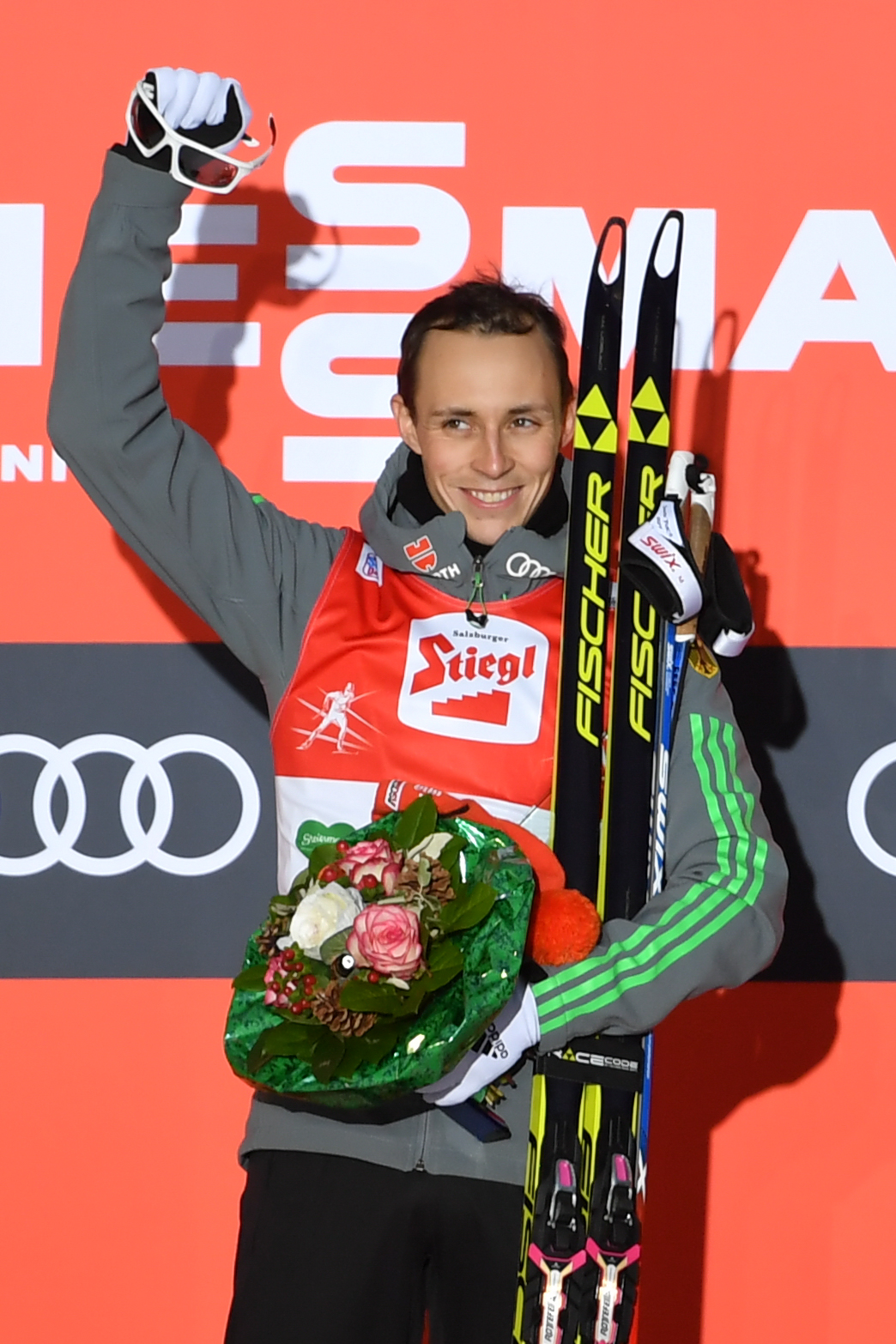
Am 18. Dezember 2016 in Ramsau bei der Siegerehrung

Im Januar 2015 gewann Frenzel zum zweiten Mal in Folge das Nordic Combined Triple in Seefeld. Auch 2015 gewann er wie im Vorjahr alle drei Wettkämpfe. Durch zwei anschließende Siege in Sapporo konnte er fünf Rennen in Folge gewinnen. Bei den Weltmeisterschaften 2015 in Falun gewann er zusammen mit Tino Edelmann, Fabian Rießle und Johannes Rydzek erstmals nach 28 Jahren wieder die Goldmedaille für ein deutsches Team. Mit Rydzek holte er im Teamsprint mit Silber eine weitere Medaille. Trotz bis dahin starker Saison und der führenden Position im Weltcup blieb er in den Einzelwettbewerben der WM ohne Podestplatz. Nach den Weltmeisterschaften gewann er zum dritten Mal in Folge die Weltcup-Gesamtwertung.

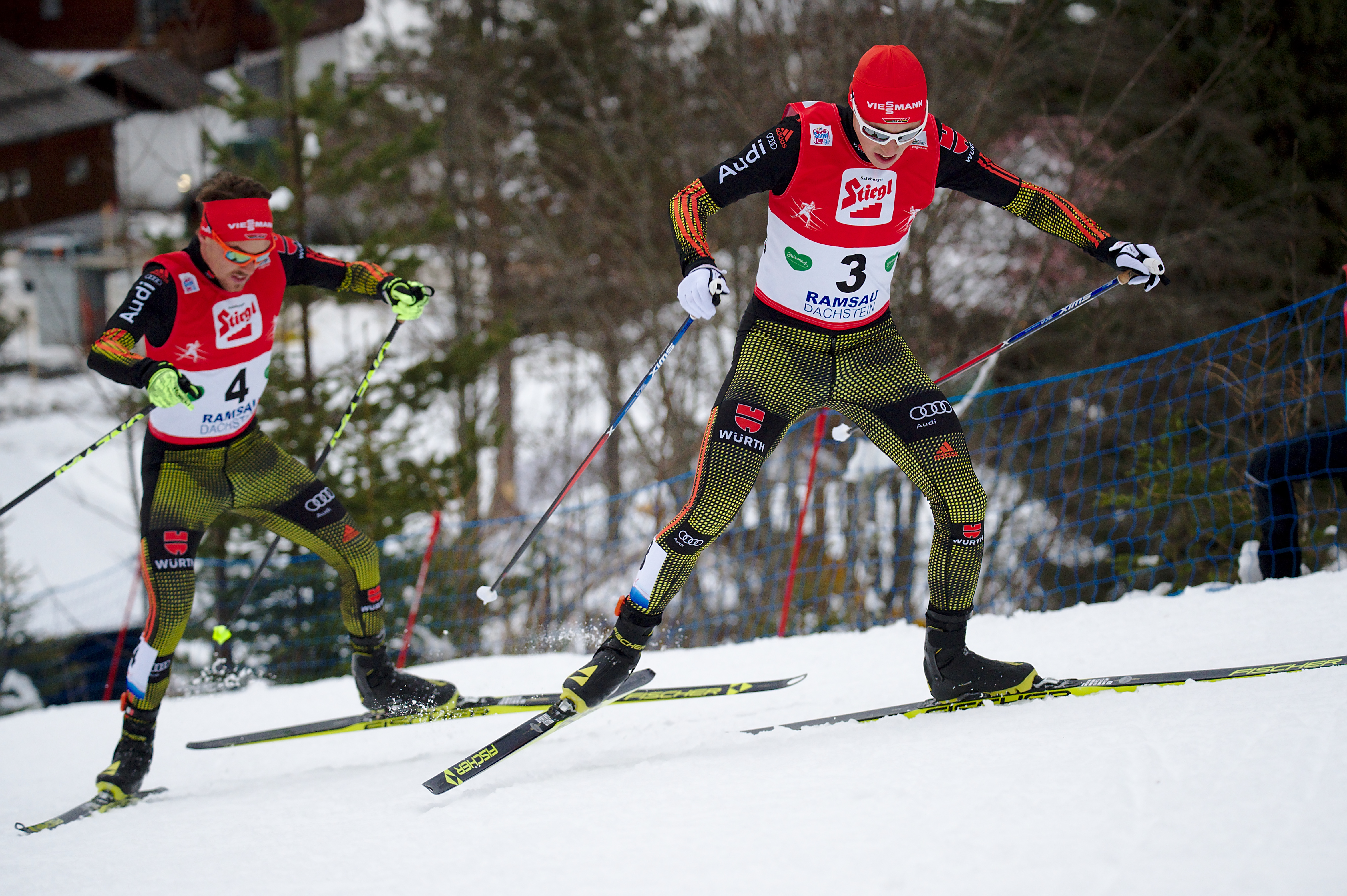
Am 18. Dezember 2016 in Ramsau auf dem Weg zum Sieg vor Fabian Rießle

In Winter 2015/16 sicherte sich Frenzel bei der dritten Ausgabe des Nordic Combined Triples den dritten Gesamtsieg. Wie in den beiden Vorjahren gewann er alle drei Wettbewerbe. Durch die Siege im Nordic Combined Triple übernahm Frenzel von Fabian Rießle die Weltcup-Führung. Vor dem Triple konnte er schon zwei Weltcup-Wettbewerbe gewinnen und nach den Triple noch weitere drei. Den letzten seiner acht Weltcup-Siege in der Saison feierte Frenzel am 5. März 2016 in Schonach im Schwarzwald und 29 Jahre nach Hubert Schwarz gewann wieder ein deutscher Athlet einen Weltcup in Schonach. Durch diesen Sieg sicherte er sich vorzeitig den Gesamtweltcup und zog mit den Finnen Hannu Manninen gleich, der ebenfalls viermal hintereinander die Kristallkugel gewinnen konnte.
In der Weltcup-Saison 2016/17 verlor Frenzel beim Nordic Combined Triple in Seefeld in den ersten beiden Rennen ganz knapp im Zielsprint gegen Johannes Rydzek, gewann aber am 29. Januar das entscheidende dritte Rennen und sicherte sich zum vierten Mal in Folge den Gesamtsieg. Bei den Weltmeisterschaften in Lahti gewann er Gold mit Johannes Rydzek, Fabian Rießle und Björn Kircheisen im Mannschaftswettbewerb und mit Rydzek im Teamsprint, sowie Silber hinter Rydzek von der Normalschanze. Seinen 40. Weltcupsieg feierte er am 18. März 2017 in Schonach und gewann damit zum zweiten Mal hintereinander den Schwarzwaldpokal. Einen Tag später sicherte er sich mit dem Sieg im letzten Saisonrennen zum fünften Mal den Gewinn des Gesamtweltcups vor Johannes Rydzek und Akito Watabe. Damit zog er an Hannu Manninen vorbei und ist der erfolgreichste Athlet im Weltcup der Nordischen Kombination.
Für die Eröffnungsfeier der Olympischen Winterspiele 2018 im koreanischen Pyeongchang wurde Frenzel als Fahnenträger der deutschen Delegation bestimmt. Er setzte sich in einer Online-Wahl unter Athleten und Fans gegen die Eisschnellläuferin Claudia Pechstein, die Skirennfahrerin Viktoria Rebensburg, die Rodlerin Natalie Geisenberger und den Eishockey-Nationalspieler Christian Ehrhoff durch.
Auf der Normalschanze und mit der Mannschaft wurde er Olympiasieger, von der Großschanze gewann er die Bronzemedaille. Am Ende der Weltcup-Saison belegte Frenzel nach fünf Gesamtweltcup-Gewinnen in Folge diesmal nur den achten Platz. Am 13. August 2018 gab Eric Frenzel seine Rückkehr zum SSV Geyer bekannt. Gleichzeitig wurde ihm die Ehrenmitgliedschaft im WSC Erzgebirge Oberwiesenthal verliehen.
Mit zwei zweiten Plätzen in Lillehammer startete Frenzel in die Weltcup-Saison 2018/19. Im weiteren Saisonverlauf kam er nur in Val die Fiemme mit Platz fünf in Podestreichweite. Vor den Weltmeisterschaften in Seefeld legte er eine Wettkampfpause ein und feilte in Planica beim Sprungtraining an der Anfahrtshocke.
Dies zahlte sich bei den Weltmeisterschaften aus. Nach 130,5 Meter im Springen auf der Bergiselschanze in Innsbruck ging er als Führender in die Loipe, wo er den Vorsprung bis ins Ziel verteidigen konnte und die Goldmedaille gewann. Mit einer guten Sprungleistung legte er auch zwei Tage später die Basis für den Gewinn der Goldmedaille im Teamsprint mit Fabian Rießle.
Nach den Weltmeisterschaften 2021 im heimischen Oberstdorf gewann Frenzel nach zwei vierten Plätzen in den Einzelwettbewerben in der Teamstaffel Silber und im Teamwettbewerb Bronze. Mit nun 17 Medaillen zog er als erfolgreichster Athlet bei den Nordischen Skiweltmeisterschaften mit dem Skilangläufer Bjørn Dæhlie gleich.
Nach Anreise zu den Olympischen Spielen 2022 in Peking wurde bei Frenzel eine Covid-19-Infektion festgestellt und er musste bis zum 14. Februar 11 Tage in einem Quarantäne-Hotel verbleiben. Drei Tage später konnte er noch am Teamwettbewerb mit Julian Schmid, Manuel Faißt und Vinzenz Geiger teilnehmen. Nach guter Sprungleistung verlor er beim Lauf als dritter Starter der deutschen Mannschaft den Anschluss an die dreiköpfige Spitzengruppe, doch Schlussläufer Vinzenz Geiger konnte noch auf den Silberrang vorlaufen.
Bei den Nordischen Skiweltmeisterschaften 2023 im slowenischen Planica gewann Frenzel die Silbermedaille im Teamwettbewerb, womit er den Rekord von Bjørn Dæhlie brechen konnte und nun mit 18 Weltmeisterschaftsmedaillen der erfolgreichste nordische Skisportler bei Weltmeisterschaften ist. Zudem ist er mit seinen fünf Gesamtweltcupsiegen und sieben olympischen Medaillen, davon dreimal Gold, einer der erfolgreichsten Nordischen Kombinierer. Frenzel hat zudem bei allen Großereignissen seit 2009 immer mindestens eine Medaille gewonnen.
Nach dem Ende der Weltcup-Saison 2022/23 beendete Eric Frenzel seine Karriere.

## Karriere als Trainer
Seit der Saison 2023/24 ist Frenzel Bundestrainer der deutschen Nordischen Kombinierer.

## Privates
Eric Frenzel machte am Sportinternat Oberwiesenthal Abitur. Mit 18 Jahren wurde er Vater eines Sohnes. Im September 2013 begann er ein Studium für Wirtschaftsingenieurwesen in einem Pilotprojekt für Spitzensportler an der Hochschule Mittweida. Ende September 2015 kam der zweite Sohn zur Welt und im Juni 2017 wurde er erstmals Vater einer Tochter. Frenzel lebt mit seiner Familie im oberpfälzischen Flossenbürg.

## Erfolge

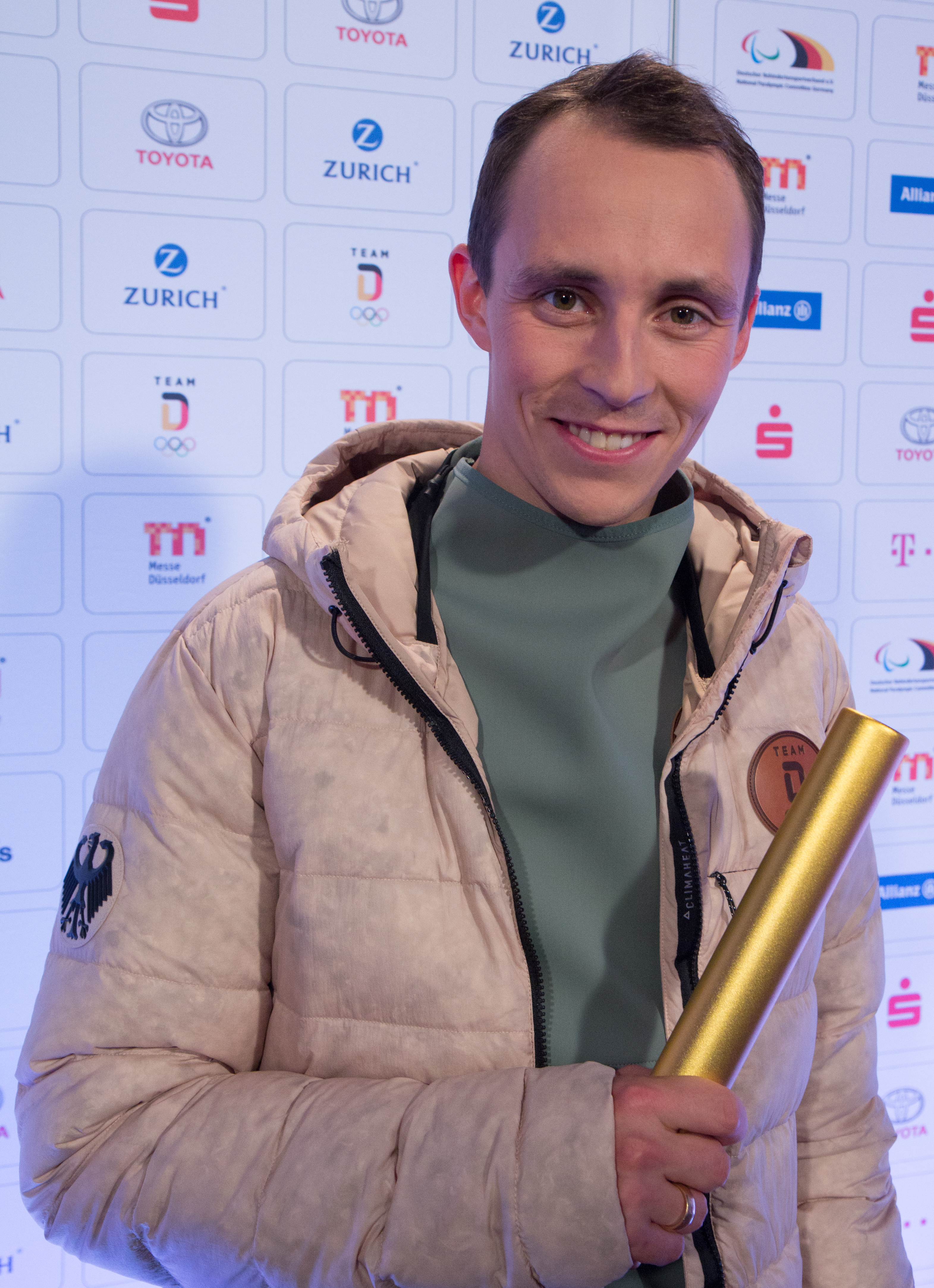
Eric Frenzel, 2017

### Weltcupsiege im Einzel
| Nr. | Datum             | Ort           | Disziplin    |
| --- | ----------------- | ------------- | ------------ |
| 1.  | 20. Januar 2008   | Klingenthal   | Massenstart  |
| 2.  | 30. Januar 2010   | Seefeld       | Gundersen    |
| 3.  | 4. Dezember 2011  | Lillehammer   | Penalty Race |
| 4.  | 19. Januar 2013   | Seefeld       | Gundersen    |
| 5.  | 20. Januar 2013   | Seefeld       | Gundersen    |
| 6.  | 26. Januar 2013   | Klingenthal   | Gundersen    |
| 7.  | 27. Januar 2013   | Klingenthal   | Penalty Race |
| 8.  | 8. März 2013      | Lahti         | Gundersen    |
| 9.  | 15. März 2013     | Oslo          | Gundersen    |
| 10. | 30. November 2013 | Kuusamo       | Gundersen    |
| 11. | 8. Dezember 2013  | Lillehammer   | Gundersen    |
| 12. | 15. Dezember 2013 | Ramsau        | Gundersen    |
| 13. | 17. Januar 2014   | Seefeld       | Sprint 1     |
| 14. | 18. Januar 2014   | Seefeld       | Gundersen 1  |
| 15. | 19. Januar 2014   | Seefeld       | Gundersen 2  |
| 16. | 26. Januar 2014   | Oberstdorf    | Gundersen    |
| 17. | 6. Dezember 2014  | Lillehammer   | Gundersen    |
| 18. | 10. Januar 2015   | Chaux-Neuve   | Gundersen    |
| 19. | 16. Januar 2015   | Seefeld       | Sprint 1     |
| 20. | 17. Januar 2015   | Seefeld       | Gundersen 1  |
| 21. | 18. Januar 2015   | Seefeld       | Gundersen 2  |
| 22. | 23. Januar 2015   | Sapporo       | Gundersen    |
| 23. | 24. Januar 2015   | Sapporo       | Gundersen    |
| 24. | 20. Dezember 2015 | Ramsau        | Gundersen    |
| 25. | 23. Januar 2016   | Chaux-Neuve   | Gundersen    |
| 26. | 29. Januar 2016   | Seefeld       | Sprint 1     |
| 27. | 30. Januar 2016   | Seefeld       | Gundersen 1  |
| 28. | 31. Januar 2016   | Seefeld       | Gundersen 2  |
| 29. | 10. Februar 2016  | Trondheim     | Gundersen    |
| 30. | 19. Februar 2016  | Lahti         | Gundersen    |
| 31. | 5. März 2016      | Schonach      | Gundersen    |
| 32. | 3. Dezember 2016  | Lillehammer   | Gundersen    |
| 33. | 4. Dezember 2016  | Lillehammer   | Gundersen    |
| 34. | 18. Dezember 2016 | Ramsau        | Gundersen    |
| 35. | 7. Januar 2017    | Lahti         | Gundersen    |
| 36. | 13. Januar 2017   | Val di Fiemme | Gundersen    |
| 37. | 15. Januar 2017   | Val di Fiemme | Gundersen    |
| 38. | 29. Januar 2017   | Seefeld       | Gundersen 2  |
| 39. | 15. März 2017     | Trondheim     | Gundersen    |
| 40. | 18. März 2017     | Schonach      | Gundersen    |
| 41. | 19. März 2017     | Schonach      | Gundersen    |
| 42. | 16. Dezember 2017 | Ramsau        | Gundersen    |
| 43. | 13. März 2018     | Trondheim     | Gundersen    |

### Weltcupsiege im Team
| Nr. | Datum             | Ort           | Disziplin  | Teamkamerad(en)                                  |
| --- | ----------------- | ------------- | ---------- | ------------------------------------------------ |
| 1.  | 3. Januar 2009    | Schonach      | Staffel    | Georg Hettich, Björn Kircheisen, Tino Edelmann   |
| 2.  | 24. Januar 2010   | Schonach      | Staffel    | Georg Hettich, Björn Kircheisen, Tino Edelmann   |
| 3.  | 13. Januar 2013   | Chaux-Neuve   | Teamsprint | Tino Edelmann                                    |
| 4.  | 3. Februar 2013   | Sotschi       | Staffel    | Johannes Rydzek, Björn Kircheisen, Manuel Faißt  |
| 5.  | 9. März 2013      | Lahti         | Teamsprint | Johannes Rydzek                                  |
| 6.  | 25. Januar 2014   | Oberstdorf    | Staffel    | Tino Edelmann, Johannes Rydzek, Fabian Rießle    |
| 7.  | 3. Januar 2015    | Schonach      | Staffel    | Tino Edelmann, Johannes Rydzek, Björn Kircheisen |
| 8.  | 2. Dezember 2016  | Lillehammer   | Staffel    | Björn Kircheisen Fabian Rießle, Johannes Rydzek  |
| 9.  | 13. Januar 2018   | Val di Fiemme | Teamsprint | Vinzenz Geiger                                   |
| 10. | 25. November 2018 | Kuusamo       | Staffel    | Fabian Rießle, Johannes Rydzek, Vinzenz Geiger   |
| 11. | 16. Januar 2021   | Val di Fiemme | Teamsprint | Fabian Rießle                                    |

### Grand-Prix-Siege im Einzel
| Nr. | Datum             | Ort            | Disziplin   |
| --- | ----------------- | -------------- | ----------- |
| 01. | 14. August 2007   | Klingenthal    | Massenstart |
| 02. | 7. August 2010    | Oberstdorf     | Gundersen   |
| 03. | 27. August 2011   | Oberwiesenthal | Gundersen   |
| 04. | 2. September 2011 | Oberstdorf     | Gundersen   |
| 05. | 30. August 2015   | Oberwiesenthal | Gundersen   |
| 06. | 25. August 2017   | Oberstdorf     | Gundersen   |

### Grand-Prix-Siege im Teamsprint
| Nr. | Datum           | Ort            | Teamkamerad      |
| --- | --------------- | -------------- | ---------------- |
| 1.  | 23. August 2014 | Oberwiesenthal | Johannes Rydzek  |
| 2.  | 27. August 2016 | Oberwiesenthal | Björn Kircheisen |

## Statistik

### Platzierungen bei Olympischen Winterspielen
| Jahr und Ort     | Wettbewerb   | Wettbewerb   | Wettbewerb |
| Jahr und Ort     | Gundersen NS | Gundersen GS | Team       |
| ---------------- | ------------ | ------------ | ---------- |
| 2010 Vancouver   | 10.          | 40.          | 03.        |
| 2014 Sotschi     | 01.          | 10.          | 02.        |
| 2018 Pyeongchang | 01.          | 03.          | 01.        |
| 2022 Peking      | –            | –            | 02.        |

### Platzierungen bei Weltmeisterschaften
| Jahr und Ort       | Wettbewerb | Wettbewerb   | Wettbewerb   | Wettbewerb  | Wettbewerb | Wettbewerb | Wettbewerb |
| Jahr und Ort       | Sprint     | Gundersen NS | Gundersen GS | Massenstart | Team NS    | Team GS    | Teamsprint |
| ------------------ | ---------- | ------------ | ------------ | ----------- | ---------- | ---------- | ---------- |
| 2007 Sapporo       | DSQ        | 22.          | –            | –           | –          | –          | –          |
| 2009 Liberec       | –          | 34.          | 29.          | 08.         | –          | 02.        | –          |
| 2011 Oslo          | –          | 01.          | 03.          | –           | 02.        | 02.        | –          |
| 2013 Val di Fiemme | –          | 04.          | 01.          | –           | 06.        | –          | 03.        |
| 2015 Falun         | –          | 04.          | 09.          | –           | 01.        | –          | 02.        |
| 2017 Lahti         | –          | 02.          | 07.          | –           | 01.        | –          | 01.        |
| 2019 Seefeld       | –          | 16.          | 01.          | –           | 02.        | –          | 01.        |
| 2021 Oberstdorf    | –          | 04.          | 04.          | –           | 02.        | –          | 03.        |
| 2023 Planica       | –          | 10.          |              | –           | 02.        | –          |            |

### Weltcup-Platzierungen
| Saison  | Platz | Punkte |
| ------- | ----- | ------ |
| 2007/08 | 07.   | 0752   |
| 2008/09 | 11.   | 0473   |
| 2009/10 | 04.   | 0697   |
| 2010/11 | 04.   | 0554   |
| 2011/12 | 06.   | 0727   |
| 2012/13 | 01.   | 1034   |
| 2013/14 | 01.   | 1031   |
| 2014/15 | 01.   | 0945   |
| 2015/16 | 01.   | 1389   |
| 2016/17 | 01.   | 1734   |
| 2017/18 | 08.   | 0622   |
| 2018/19 | 12.   | 0380   |
| 2019/20 | 07.   | 0565   |
| 2020/21 | 05.   | 0608   |
| 2021/22 | 07.   | 0592   |
| 2022/23 | 18.   | 0334   |

### Grand-Prix-Platzierungen
| Saison | Platz | Punkte |
| ------ | ----- | ------ |
| 2007   | 04.   | 0211   |
| 2008   | 07.   | 0114   |
| 2009   | 12.   | 0099   |
| 2010   | 03.   | 0260   |
| 2011   | 03.   | 0269   |
| 2012   | 06.   | 0197   |
| 2013   | 08.   | 0117   |
| 2014   | 02.   | 0285   |
| 2015   | 05.   | 0182   |
| 2016   | 31.   | 0018   |
| 2017   | 02.   | 0290   |
| 2018   | 10.   | 0140   |
| 2019   | 14.   | 0108   |
| 2022   | 17.   | 0056   |

### Platzierungen beideutschen Meisterschaften
| Jahr und Ort            | Wettbewerb | Wettbewerb | Wettbewerb  | Wettbewerb |
| Jahr und Ort            | Gundersen  | Sprint     | Massenstart | Teamsprint |
| ----------------------- | ---------- | ---------- | ----------- | ---------- |
| 2004 Oberstdorf         | 32.        | 16.        | –           | –          |
| 2006 Oberhof            | –          | 07.        | –           | –          |
| 2007 Winterberg         | 15.        | 09.        | –           | –          |
| 2008 Klingenthal        | –          | 09.        | 01.         | –          |
| 2009 Garmisch           | 02.        | –          | –           | 02.        |
| 2010 Oberhof            | 02.        | –          | –           | 01.        |
| 2011 Hinterzarten       | 07.        | –          | –           | –          |
| 2012 Klingenthal        | 01.        | –          | –           | –          |
| 2013 Oberstdorf         | –          | –          | –           | 03.        |
| 2014 Hinterzarten       | 03.        | –          | –           | 02.        |
| 2015 Oberstdorf         | 02.        | –          | –           | 02.        |
| 2016 Oberhof            | 02.        | –          | –           | 04.        |
| 2017 Klingenthal        | 02.        | –          | –           | 01.        |
| 2018 Hinterzarten       | 02.        | –          | –           | 02.        |
| 2019 Johanngeorgenstadt | 07.        | –          | –           | 02.        |
| 2020 Oberstdorf         | 08.        | –          | –           | 02.        |
| 2021 Oberhof            | 06.        | –          | –           | 02.        |
| 2022 Hinterzarten       | DSQ        | –          | –           | 04.        |

## Auszeichnungen
- 2010: Botschafter des Erzgebirges
- 2010, 2014, 2018 und 2022[18]: Silbernes Lorbeerblatt
- 2011–2016: fünf Mal Sportler des Monats
- 2014: Champion des Jahres
- 2014, 2018: Sportler des Jahres, 2. Rang
- 2014: Ehrenkreuz der Bundeswehr in Bronze
- 2014: Holmenkollen-Medaille[19]
- 2014–2019 und 2022: Sachsens Sportler des Jahres (Rekord)
- 2015: Sportler des Jahres (Mannschaft)
- 2018: Verleihung der Ehrenbürgerschaft von Geyer[20]
- 2023: Bayerischer Verdienstorden[21]
- 2023: Bayerischer Sportpreis (Herausragende Sportkarrieren)[22]
- 2023: Sparkassenpreis für Vorbilder im Sport

## Sonstiges
Am 28. Juni 2014 benannte der SSV Geyer seine vereinseigenen Schülerschanzen nach Eric Frenzel. Am 20. Juni 2017 wurde er zum Ehrenbürger des Kurorts Oberwiesenthal ernannt.